# Omolabus curticornis
Omolabus curticornis es una especie de coleóptero de la familia Attelabidae.

## Distribución geográfica
Habita en Colombia y Perú.